# Ex-Ante (Chile)
Ex-Ante es un periódico en línea chileno, fundado en 2020 por Cristian Bofill.

## Historia
Tras su salida de Canal 13, Cristian Bofill presentó el portal digital Ex-Ante, especializado en análisis político. Su nacimiento deliberadamente coincidió con el plebiscito de entrada del proceso constitucional chileno de 2020. El formato se basó en similares medios estadounidenses, y desde su inicio contó con la colaboración de columnistas como Ana Josefa Silva (cine);  Jorge Schaulsohn (política); Claudio Alvarado y Noam Titelman (economía). El medio fue financiado por el mismo Bofill, más los aportes de Andrónico Luksic y otros empresarios no revelados. Rápidamente el medio logro atraer inversores y público en el medio chileno.

## Controversias
En 2022 el medio informó que la ministra de Desarrollo Social, la comunista Jeanette Vega, mantenía contactos con el líder de la Coordinadora Arauco Malleco, Héctor Llaitul. Medios y políticos de izquierda acusación que el golpe noticioso era una operación política contra la ministra comunista, aunque no cuestionaron sus relaciones con el terrorismo en la Araucanía.
Con ocasión de los 50 años del golpe militar de Augusto Pinochet, la Universidad Abierta de Recoleta incluyó a Ex Ante entre los medios que criticaron la figura de Salvador Allende, y la violencia política durante el gobierno de la Unidad Popular, comparándola con el estallido social.
Se ha criticado que el medio entregue una cobertura desproporcionada a movimientos políticos como Amarillos por Chile, en desmedro de otros con mayor representatividad.